# Центр ядерных исследований и обучения «Чекмедже»
Центр ядерных исследований и обучения «Чекмедже» (тур. Çekmece Nükleer Araştırma ve Eğitim Merkezi, ÇNAEM) — главный турецкий центр ядерных исследований и подготовки специалистов атомной отрасли. Организация была создана 6 марта 1958 года как подразделение Управления по атомной энергии Турции (тур. Türkiye Atom Enerjisi Kurumu, TAEK) в западно-стамбульском районе Кючюкчекмедже. Современное название организация получила 12 августа 1960 года — по своему местоположению. Сегодня центром руководит профессор Гюрсел Карахан.

## История
В 1956 году в Анкаре, по закону номер 6821, был создан генеральный секретариат Комиссии по атомной энергии. Эта организация была напрямую подчинена премьер-министру страны. В том же, 1956, году из государственного бюджета Турции было выделено 760 000 турецких лир (около 270 000 долларов США по курсу того времени) для создания исследовательского реактора и оплаты его изначальной эксплуатации. В 1982 году Комиссия, согласно закону за номером 2690, была реорганизована в Турецкую администрацию по атомной энергии, также напрямую связанную с премьер-министром.
В 1959 году в Турции на восточном берегу озера Кючукчекмеце было начато строительство первого в стране ядерного объекта — здания для размещения исследовательского ядерного реактора. Открытие центра состоялось на 27 мая 1962 года — после завершения строительных работ и официального начала эксплуатации реактора, созданного для научных исследований. На церемонии открытия присутствовал президент страны Джемаль Гюрсель.

## Организация
В результате накопления опыта и знаний в области организации работы ядерных объектов, в 2010 году Центр ядерных исследований и обучения (ÇNAEM) был реорганизован. Сегодня в нём шесть основных отделов: отдел ядерной техники, занимающийся применением ядерной техники в промышленности, медицине и научных исследованиях (таких как неразрушающие методы анализа и радиофармазотические препараты); отдел ядерной электроники, занятый производством и калибровкой радиационных мониторов и измерительных приборов, а также проводящий калибровку оборудования для измерения ионизирующих излучений и дозиметров для промышленности, медицине, специальных служб, а также — в научных целях; отдел ядерных технологий, функции которого сводятся к изучению и эксплуатации исследовательских реакторов, материалов для реактора (в соответствии с международными и национальными правилами ядерной безопасности — в частности, соглашений с МАГАТЭ и аналогичными организациями); отдел анализа радиоактивности и аналитики, проводящий анализ радиоактивности всех пищевых, жидких, строительных и подобных материалов, а также — мониторинг почвы и воды с экологическими целями; отдел управления отходами, занимающийся эксплуатацией хранилища радиоактивных отходов Кекмеции (CWPSF) и переработкой радиоактивных материалов (кроме того он проводит исследования и создаёт технические решения в области ядерных отходов с низким и высоким уровнем радиоактивности и материалов для защиты от излучения — его функции осуществляются в рамках турецкой национальной программы управления ядерными отходами); отдел физики, разрабатывающий меры радиационной защиты, контроля и лицензирования в сфере ядерных технологий, а также — исследующий их радиобиологическое применение.
В случае ядерной и радиационной аварийной ситуации отдел физики проводит радиационные измерения для защиты населения и окружающей среды от излучения.

## Исследовательские реакторы

### Реактор TR-1
В 1957 году компания «American Machine and Foundry» (AMF) выиграла конкурс на возведение первого реактора, в котором принимали участие пять фирм со всего мира. Компания предложил свой проект «под ключ».
Цепная реакция началась в реакторе пулевого типа мощностью в 1 МВт, названном TR-1, 6 января 1962 года в 19:14 по местному времени. После 15-летнего срока эксплуатации, в рамках которой реактор был использован для производства радиоизотопов и экспериментов с нейтронами (с помощью лучевых трубок), он был закрыт — 9 сентября 1977 года — так как его мощность стала недостаточной.

### Реактор TR-2
В 1970-х годах, в связи с возросшим спросом на ядерные исследования и радиоизотопы по всей стране, в Турции был спроектирован второй исследовательский ядерный реактор с более высокой, по сравнению с TR-1, мощностью. Его основное применение заключалось в производстве радиоизотопов. Реактор с выходной мощностью 5 МВт, названный TR-2, был введен в эксплуатацию в том же здании, что и TR-1; он заработал в декабре 1981 года, а производство радиоизотопов с его помощью началось в 1984 году.